# طحلبيات مرجانية
الطحلبيات المرجانية (الاسم العلمي Coralline algae)، رتبة نباتات.وهي تتميز بمشرة قاسية بسبب الترسبات الجيرية الموجودة داخل جدران الخلايا. يغلب على أنواعها اللون وردي، وبعضها حمراء، ولكن بعض الأنواع يمكن أن تكون أرجوانية أو صفراء أو زرقاء أو بيضاء أو رمادية اللون. تلعب الطحلبيات المرجانية دورًا مهمًا في بيئة الشعاب المرجانية. حيث تتغذى عليها قنافذ البحر، وأسماك الببغاء، والعوامات والكيتون (كلا الرخويات). تعتبر الطحلبيات المرجانية في البحر الأبيض المتوسط المعتدل من البنايات الرئيسية لشعاب المرجانية النموذجية، العديد منها كسائي ويشبه الصخور، توجد في كافة أنحاء بحار العالم. هناك نوع واحد فقط يعيش في المياه العذبة.

## معرض صور

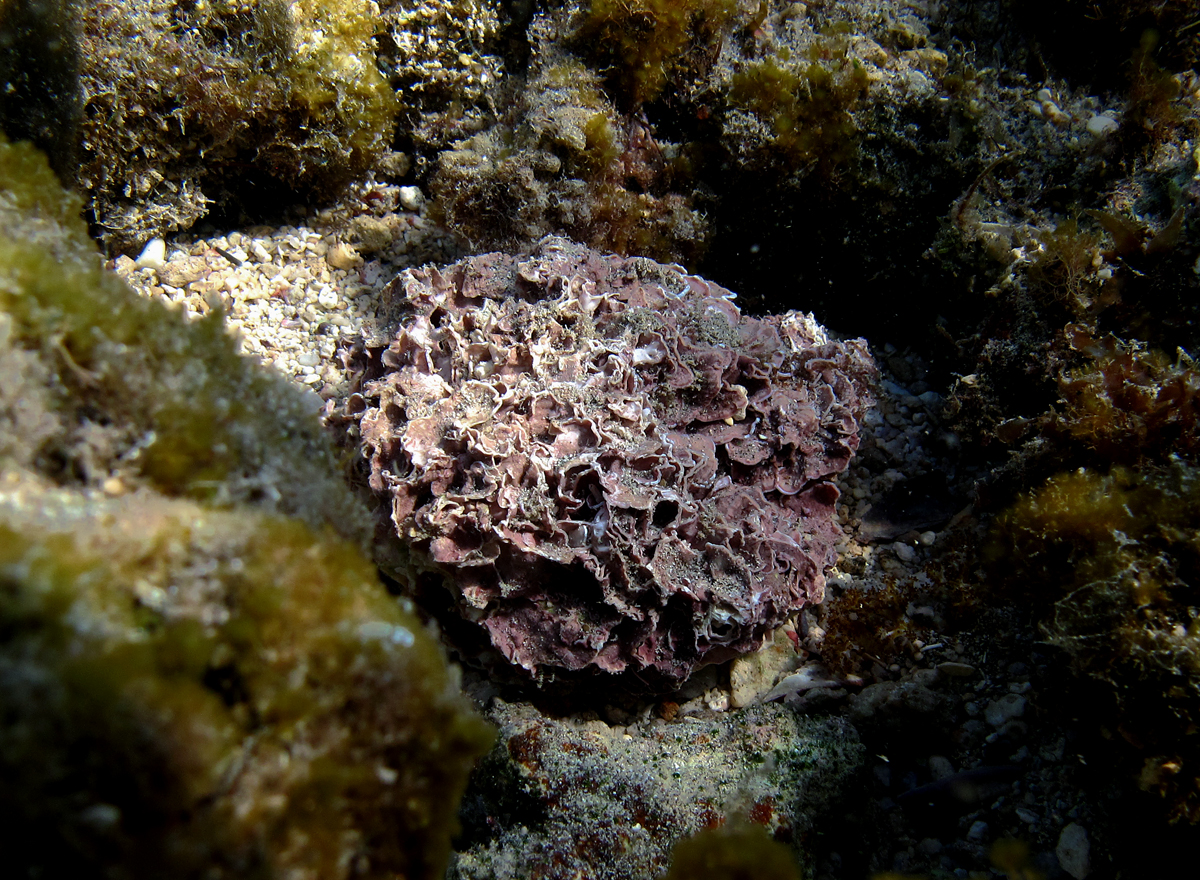
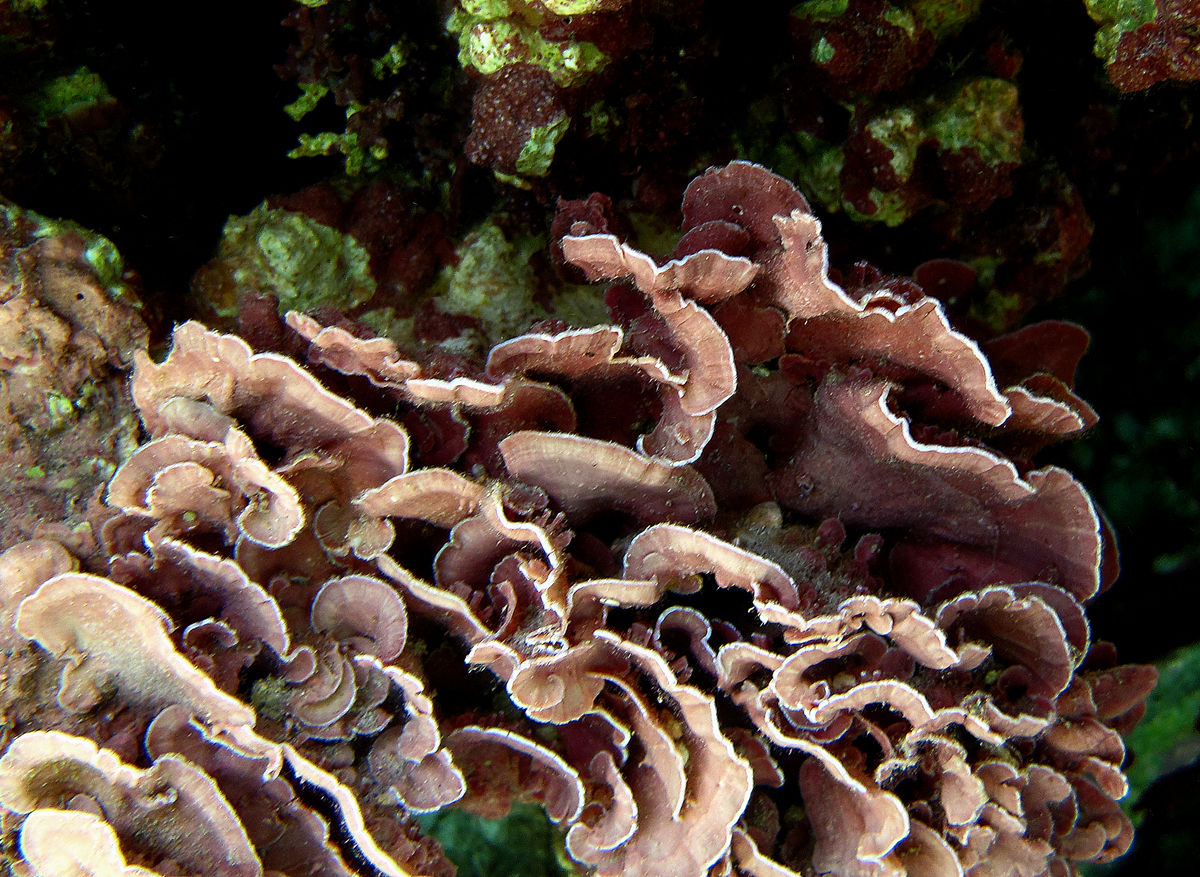
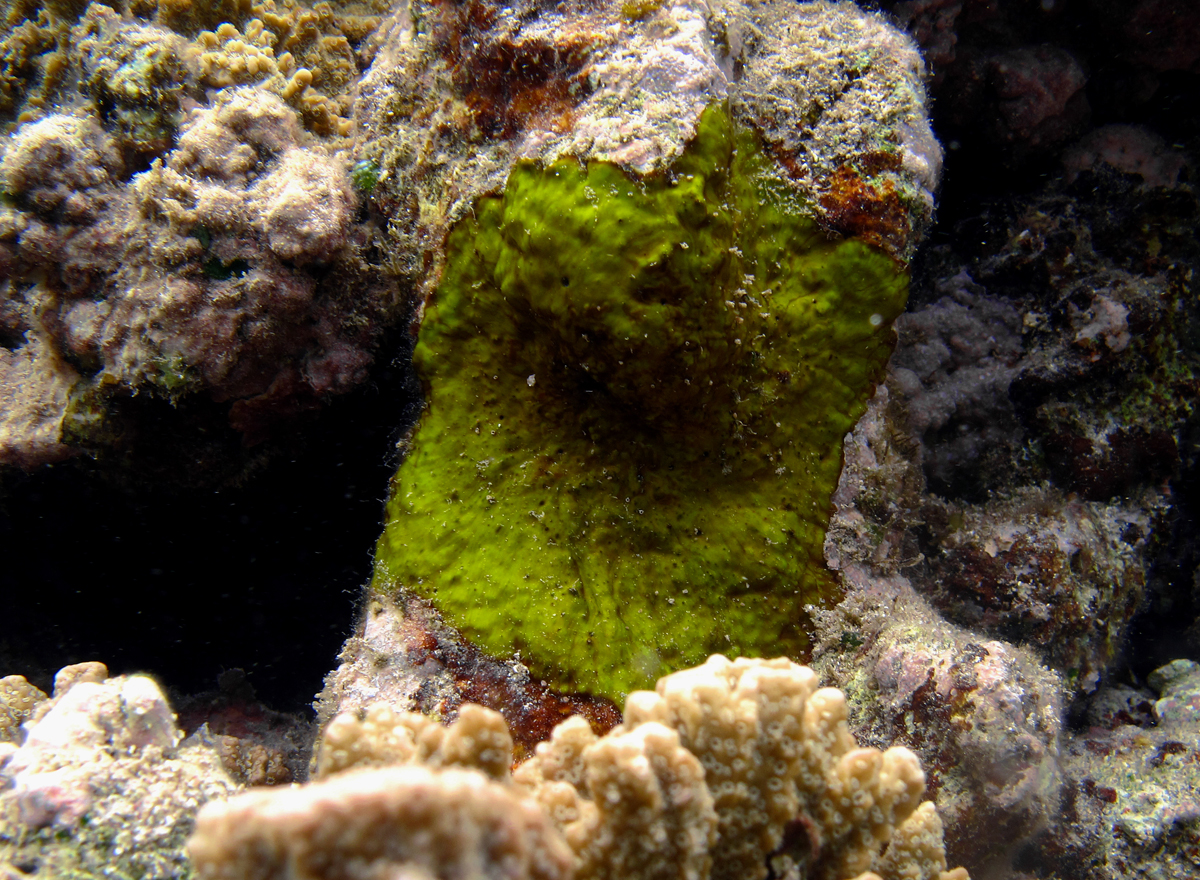
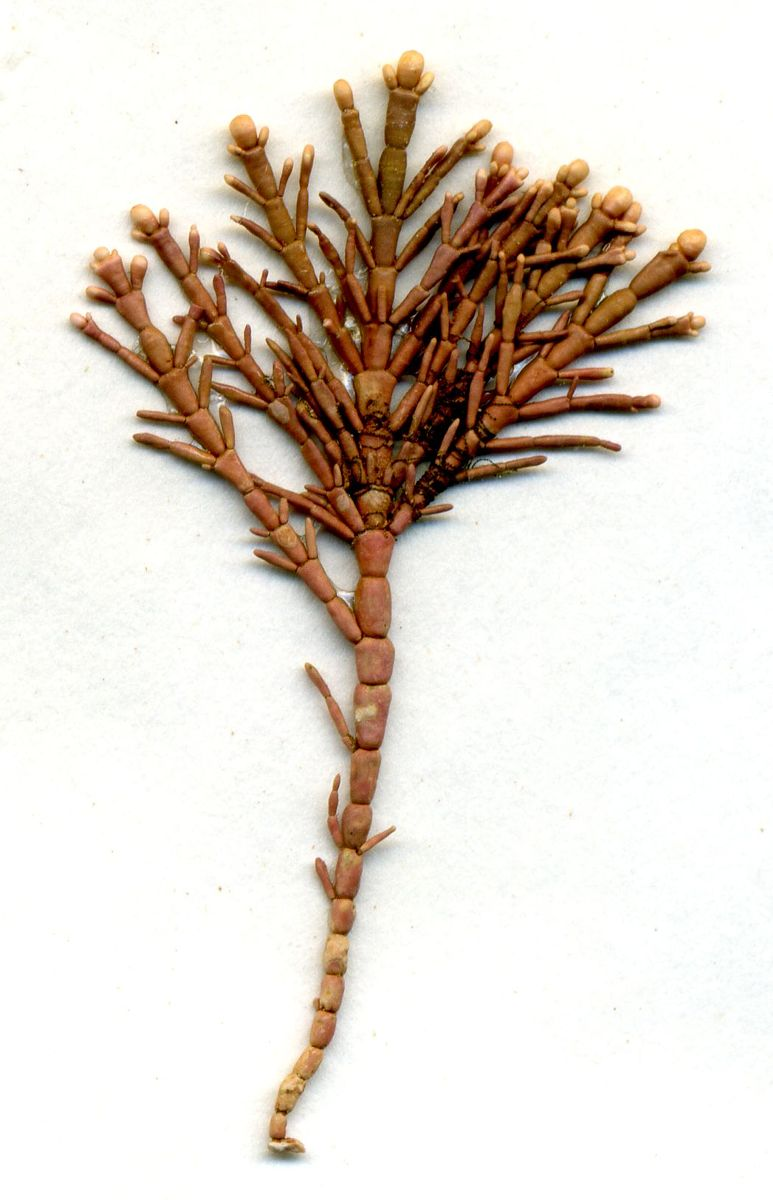
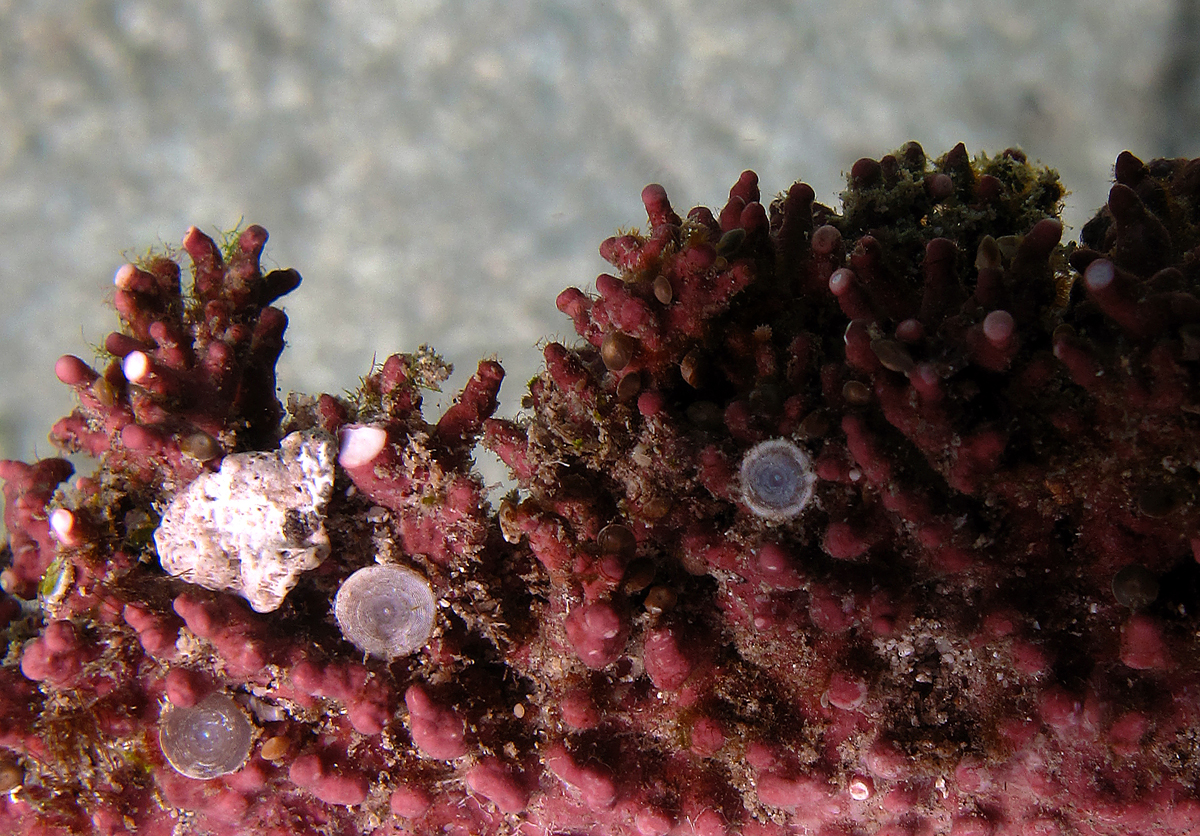
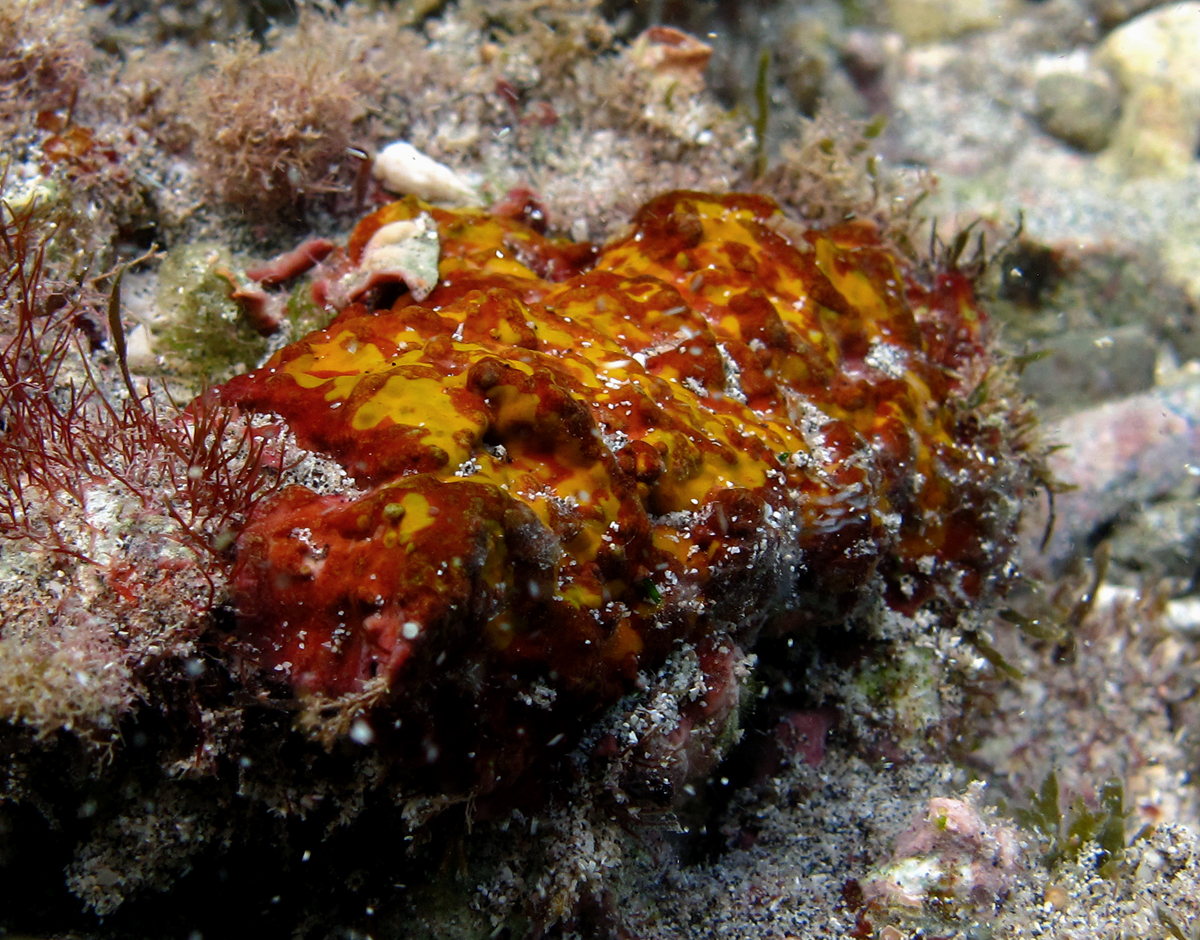